# Erik Mørk
Erik Dannemand Mørk, född 3 december 1925 i Köpenhamn, död 27 januari 1993 i samma stad, var en dansk skådespelare.

## Utmärkelser
Mørk har vunnit Bodilpriset för sina insatser i Susanne 1950 och Himmel og helvede 1989.

## Rollista i urval
- 1950 – Susanne
- 1952 – To minutter for sent
- 1965 – Ballerina
- 1966 – Huka dej, Fred - dom laddar om!
- 1979 – Achilleshælen er mit våben
- 1981 – Förföljelsen
- 1989 – Himmel og helvede
- 1991 – Europa
- 1993 – Den ryska sångerskan